# Armée de l'air camerounaise
L'armée de l'air du Cameroun ou AdAC (en anglais : Cameroon Air Force) est la composante aérienne des forces armées du Cameroun.

## Historique
L'armée de l'air du Cameroun fut formée à la suite de l'indépendance du Cameroun en 1960. Les débuts de la force aérienne furent sur des appareils de type MD 315 Flamant (5 appareils), MH-1521 Broussard (7 appareils) et Dornier Do 28 (4 appareils)[réf. nécessaire]. Tous ces appareils sont aujourd'hui retirés du service actif.

## Équipements
Appareils en service en 2023
| Aéronefs                    | Origine            | Type                        | En service      | Versions                                    |
| Avion de combat             | Avion de combat    | Avion de combat             | Avion de combat | Avion de combat                             |
| --------------------------- | ------------------ | --------------------------- | --------------- | ------------------------------------------- |
| Alpha Jet                   | France             | Avion d'attaque au sol      | 6               | Hors service depuis 2019[réf. nécessaire]   |
| Avion de reconnaissance     |                    |                             |                 |                                             |
| Cessna 208 Caravan          | États-Unis         | Avion de reconnaissance     | 2               | Cessna 208B de renseignement livrés en 2018 |
| Avion de transport          |                    |                             |                 |                                             |
| Lockheed C-130 Hercules     | États-Unis         | Avion de transport tactique | 3               | Hors service                                |
| Airtech CN-235              | Espagne/ Indonésie | Avion de transport tactique | 1               | CN-235-300                                  |
| Cessna 208 Caravan          | États-Unis         | Avion de transport          | 1               |                                             |
| Xian MA60                   | Chine              | Avion de transport          | 1               |                                             |
| Hélicoptère                 |                    |                             |                 |                                             |
| Bell 206                    | États-Unis         | Multi-usage                 | 1               | Hors service[réf. nécessaire]               |
| Bell 412                    | États-Unis         | Polyvalent                  | 1               | 412EP                                       |
| Augusta 109 WE              | Italie             | Polyvalent                  | 4               |                                             |
| Mil Mi-17 Hip               | Union soviétique   | Transport                   | 2+3             | Hors service[réf. nécessaire]               |
| Sud-Aviation SA318 Alouette | France             | Transport moyen             | 1               |                                             |
| Sud-Aviation SA330 Puma     | France             | Transport moyen             | 2               | Hors service[réf. nécessaire]               |
| Harbin Z-9                  | Chine              | Multirôle léger             | 3               |                                             |

## Sources
- « Globaldefence.net (allemand) »
- « Worldairforces.com »